# Duško Ljuština
Duško Ljuština (Glibodol, Brinje, 1. listopada 1948.) dugogodišnji je ravnatelj zagrebačkog Satiričkog kazališta Kerempuh.

## Obrazovanje
Pohađao je osnovnu školu u Dabru. U Ogulinu je zatim pohađao gimnaziju, a nakon toga je upisao i završio Pravni fakultet u Zagrebu, smjer - upravni studij. 
Završio je i visoku školu za poslovanje i upravljanje, s pravom javnosti  "Baltazar Adam Krčelić" , Program stučnog studija i upravljanja, usmjerenje -  Menadžment u kulturi .
Nakon završenog stručnog studija upisao je i završio također u visokoj školi za poslovanje i upravljanje, s pravom javnosti  "Baltazar Adam Krčelić"  specijalistički diplomski stručni studij, usmjerenje -  Projektni menadžment .
Na sveučilištu Josipa Jurja Strossmayera u Osijeku na Ekonomskom fakultetu u Osijeku završio je poslijediplomski specijalistički studij, usmjerenje -  Marketing posebnih područja  kojim je stekao zvanje univ.spec.oec.

## Radno iskustvo

### 1974.
U međunarodnom studentskom klubu prijateljstva obavlja poslove animatora kulture.

### 1975. do 1982.
U Centru za kulturnu djelatnost obavlja dužnost rukovoditelja realizacije programa. Posebno je posvećen adaptaciji i otvaranju glazbeno-scenskih centara  Kulušić  i  Lapidarij . 
Bavi se oživljavanjem slobodnih i alternativnih kazališnih skupina, projekata i plesnih ansambala ( Pozdravi ,  Histrioni ,  Akter ,  Zagreb Theatar Company ,  Zagrebački plesni ansambl ,   Studio za suvremeni ples  i  Komorni ansambl slobodnog plesa  ).

### 1982. do danas
Radi kao ravnatelj u satiričkom kazalištu «Jazavac» koje je 1994. preimenovano u Satiričko kazalište  «Kerempuh»
U 30-godišnjem razdoblju, kako rukovodi kazalištem temeljito su obnovljene sve tri scene kazališta:
- velika dvorana u Ilici 31
- Noćna scena u Ilici 31
- Kazališna dvorana Vidra, u Draškovićevoj 80.

U tom razdoblju kazalište je za svoja postignuća dobilo niz nagrada i to:
- Nagradu na Festivalu glumca Vukovar –Vinkovci.
- Više nagrada na Danima satire.
- Nagradu hrvatskog glumišta za najbolju hrvatsku dramsku predstavu u nekoliko navrata.
- Nagradu na Marulovim danima, nagradu na Tjednu komedije u Istri.
- Nagradu na Festivalu cabareta Gumbekovi dani.
- Nagradu na Hrvatskom festivalu malih scena u Rijeci.
- Nagradu na Međunarodnom kazališnom festivalu u Užicu.
- Nagradu na međunarodnom kazališnom festivalu MESS – u Sarajevu.
- Nagradu na Oktobarskim danima kulture u Sarajevu.
- Nagradu na festivalu Zlatni lav u Umagu.
- Nagradu na kazališnom festivalu Slavija u Beogradu.
- Nagradu na međunarodnom kazališnom festivalu u Brčkom.

Kazalište  Kerempuh  je u ovom 30-godišnjem razdoblju odigralo 10.189 predstava,  koje je gledalo ukupno 3.529.738 gledatelja, premijerno su predstavljeni na sceni 130 hrvatskih i inozemnih autora, a 36. puta održan je kazališni festival  Dani Satire .
U 30 godina otkako Duško Ljuština rukovodi kazalištem  Kerempuh  obnašao je i neke druge važne gradske funkcije, i to:
- od 1986. do 1987. godine bio je direktor Sektora za kulturu na Univerzijadi 87. – zadužen za otvaranje i zatvaranje igara, kao i za kulturni život u sportskim objektima.
- od 2000. do 2001. godine obnašao je i profesionalno dužnost zamjenika pročelnika Gradskog ureda za obrazovanje, kulturu i šport Grada Zagreba.
- od 2005. do 2009. godine bio je gradski ministar tj. član Poglavarstva Grada Zagreba za obrazovanje, kulturu i šport.

Osim profesionalnog rada u kazalištu, obavljao je i niz drugih društveno odgovornih funkcija kao što su:
- Predsjednik Zajednice kulturno-umjetničkih društava Grada Zagreba i Zagrebačke regije.
- Član Programskog vijeća Hrvatske radio televizije gdje je bio predsjednik Upravnog vijeća Galerije Klovićevi dvori .
- Predsjednik Nadzornog odbora Zagreb filma.
- Član Nadzornog odbora izdavačke kuće  AG Matoš  .
- Član Nadzornog odbora Zagrebačkih ljekarni.
- Voditelj radne skupine pri Odboru za javna priznanja Skupštine Grada Zagreba za dodjelu Nagrade Grada Zagreba, u kategoriji glazba, kazalište i film.

Danas je:
- Predsjednik Kazališnog vijeća Hrvatskog narodnog kazališta u Zagrebu.
- Direktor Nagrade hrvatskog glumišta.
- Član Nadzornog odbora Zračne luke Zagreb.
- Član Povjerenstva za spomenike, spomen-ploče i slične predmete .
- Član Povjerenstva za odabir programa/projekata iz područja promicanja ljudskih prava.
- Član Izvršnog odbora NK Dinamo Zagreb i producent kazališta  Ulysses  .

## Nagrade i priznanja
- Posebno priznanje Hrvatskog društva dramskih umjetnika za izuzetan doprinos hrvatskom glumištu.
- Nagrada na Danima satire.
- Nagrada Grada Zagreba - 2 puta: 1988. za svečanost otvaranja Univerzijade 87, i 2012. za životno djelo .
- Orden Red Danice Hrvatske s likom Marka Marulića za osobite zasluge za kulturu.
- Spomenica Domovinskog rata.
- Spomenica Domovinske zahvalnosti.